# С трабант до края на света
„С трабант до края на света“ (на чешки: Trabantem az na konec sveta) е чешки документален филм от 2014 г. на чешкия журналист и пътешественик Дан Пржибан. Премиерата му е на 13 март 2014 г. в Чехия. В България е прожектиран за първи път на 21 януари 2015 г. в кино Евро Синема по време на VII Фестивал на киното от Близкия изток и Северна Африка.
Филмът представя пътешествието на Дан Пржибан, Радослав Йона, Зденек Кратки и Якуб Находил, които с помощта на два трабанта модел 601 комби (Егу и Бабу), Фиат 126 (Малуч) и мотоциклет „Ява“ (представител на Словакия в експедицията) прекосяват Южна Америка от Джорджтаун в Гвиана до най-южния град в света Ушуая. Експедицията започва от Гвиана и продължава през Бразилия, прекосява екватора, Перу и достига височина 4868 m в Андите. След това преминава през Боливия и Чили и достига Огнена земя и Ушуая. Експедицията завършва в Буенос Айрес. Общата дължина на маршрута е 21 124 km, който е изминат за около 4 месеца.